# Turbinaria peltata
Turbinaria peltata is een rifkoralensoort uit de familie van de Dendrophylliidae. De wetenschappelijke naam van de soort is voor het eerst geldig gepubliceerd in 1794 door Esper.